# Alcsútdoboz
Alcsútdoboz (hongrois : Alcsútdoboz [ˈɒlt͡ʃuːtdoboz]) est une localité hongroise située dans le comitat de Fejér. La commune d'Alcsútdoboz a été fondée en 1950 par la fusion des villages d'Alcsút (allemand : Altschutt) et de Vértesdoboz.

## Histoire

### Évolution historique d'Alcsút
Alcsút apparaît dès les XIIe siècle dans des registres fiscaux comme un village noble. Sa première mention écrite connue date de 1365, alors qu'elle appartenait encore au comitat de Pilis. Au début du XVIIe siècle, la localité fut totalement détruite par les Ottomans.
Au milieu du XVIIe siècle, le monastère des Paulins tenta de prendre le contrôle du village reconstruit et d'imposer des services féodaux à ses habitants. Cependant, le comitat de Komárom défendit les droits des habitants. Un accord fut finalement signé en 1753 entre les villageois et les Paulins. C'est probablement dans ce contexte que furent réalisés les premiers sceaux connus du village, datant de 1671 ou 1691. Lorsque Joseph II supprima l'ordre des Paulins en 1786, leurs terres furent confisquées, et les habitants d'Alcsút, jusque-là serfs ecclésiastiques, devinrent serfs de l'État. Les registres paroissiaux y débutèrent en 1763.

### Le domaine d'Alcsút et l'héritage de Joseph de Habsbourg-Lorraine
En 1825, Joseph de Habsbourg-Lorraine, alors propriétaire du domaine, entreprit de transformer la vallée en un arboretum, en y introduisant de nombreuses espèces végétales rares. Le poète János Vajda y travailla comme apprenti régisseur entre 1845 et 1846.
À la veille de la Seconde Guerre mondiale, en 1944, Alcsút était un grand village s'étendant sur 8 131 cadasters et comptant 318 maisons pour 1 669 habitants, tous hongrois. Plusieurs hameaux lui étaient rattachés : Bányavölgy, Máriavölgy, Ginza, Göböljárás, Hatvan, Vért et la gare de Vértesboglár. La commune disposait d'une gendarmerie et de trois paroisses religieuses (catholique, réformée et Bethámia). À cette époque, Joseph de Habsbourg-Lorraine possédait encore 6 274 cadasters à Alcsút.

### La Seconde Guerre mondiale et ses conséquences
Pendant la Seconde Guerre mondiale, 220 soldats originaires d'Alcsút furent mobilisés, dont 33 périrent au combat. Le village subit aussi la destruction de huit habitations.
En octobre 1944, les forces allemandes établirent leur quartier général dans le château de Joseph de Habsbourg-Lorraine, où Ferenc Szálasi se rendit en décembre accompagné d'un haut gradé allemand. Peu avant le recul du front, les Allemands ordonnèrent à la princesse Élisabeth d'évacuer le château, lui promettant un retour sécurisé après deux mois. Toutefois, la famille archiducale quitta définitivement les lieux en décembre 1944, et les Allemands incendièrent la bibliothèque du château et son pavillon avant leur retrait le 23 décembre 1944.
Les troupes soviétiques entrèrent dans Alcsút le même jour, entre 10 h et 11 h, en provenance de Vértesacsa. Aucune bataille n'eut lieu, et la population ne montra aucune résistance. Le front demeura figé à proximité du village pendant 90 jours, avec une rotation constante des troupes soviétiques.

### Réforme agraire de1945
Le 27 mars 1945, un comité d'attribution des terres fut mis en place à Alcsút (le 25 mars à Vértesdoboz). En tout, 346 familles demandèrent des terres :
- 129 familles à Alcsút,
- 44 à Hatvanpuszta,
- 79 à Göböljárás,
- 37 à Bányavölgy,
- 57 à Vértesdoboz.

Le domaine de Joseph de Habsbourg-Lorraine fut réparti :
- 5 663 cadasters à Alcsút,
- 237 cadasters à Vértesdoboz,
- 16 cadasters confisqués à un propriétaire local.

Au total, 2 815 cadasters furent attribués aux habitants, et 3 101 cadasters furent transférés à l'Administration forestière de l'État. Le parc du château (80 cadasters) devint propriété du Conseil de la protection de la nature. La réforme agraire fut clôturée à la fin de 1946.

### Histoire de Vértesdoboz
Située au sud d'Alcsút, Vértesdoboz appartenait autrefois à la famille Csáky, et une partie de son territoire faisait historiquement partie de Tabajd, sous le nom de Felső-Tabajd. Le premier document mentionnant la localité sous les formes Doboz ou Dobosz date de 1539.
Selon certaines sources historiques, Mihály Dobozi, un noble de Fejér ayant résisté aux Ottomans lors de la bataille de Pusztamarót, pourrait être originaire de la région. La légende, relayée par la Chronique d'Istvánfi et Antal Verancsics, raconte que, lors de la bataille de 1526, Mihály Dobozi s'échappa du camp assiégé avec sa femme. Pour préserver son honneur, il l'aurait tuée avant d'affronter seul l'ennemi jusqu'à sa mort.

### Pogányvár et Ginzapuszta
Pogányvár, situé au sud-est d'Alcsút-Göböljáráspuszta, est un ancien oppidum de l'âge du bronze, datant du IIe millénaire av. J.-C.. D'un diamètre de 290 mètres, il est encerclé par un méandre du ruisseau Saint-Ladislas et culmine à 185 mètres d'altitude. L'archiduc Joseph de Habsbourg-Lorraine y entreprit des fouilles au XIXe siècle.
À proximité d'Alcsút, Ginzapuszta se trouve dans la vallée de Vál. Ancienne ville marchande, elle apparaît sous le nom de Kinzapuszta dans des documents de 1369 et 1372. Jusqu'en 1925, elle conservait les ruines d'une église médiévale datant de l'époque des Árpád.
Certains historiens supposent que Simon de Kéza, chroniqueur et auteur de la Gesta Hungarorum, pourrait être né ici. Son nom ferait référence au village de Kéza, situé près de Bicske, dans le comitat de Fejér.

## Population

### Minorités culturelles et religieuses
Lors du recensement de 2011, 83,2 % des habitants d'Alcsútdoboz se sont déclarés Hongrois, 0,3 % Roms, 1,1 % Allemands et 0,3 % Serbes, tandis que 16,8 % n'ont pas souhaité répondre. En raison des identités multiples, le total des pourcentages peut dépasser 100 %.
Concernant l'appartenance religieuse, 27,7 % des habitants étaient catholiques romains, 25,5 % réformés, 0,8 % luthériens et 0,5 % catholiques grecs, tandis que 14,9 % se déclaraient sans confession et 29,5 % n'ont pas répondu.
En 2022, la proportion de Hongrois déclarés est montée à 88,6 %, avec également 1,4 % de Roms, 0,8 % d'Allemands, 0,4 % de Roumains, 0,1 % de Serbes et 0,1 % de Bulgares. 1,9 % des habitants appartenaient à une autre nationalité non hongroise, tandis que 11,4 % n'ont pas répondu.
Concernant la religion, 24,8 % des habitants étaient réformés, 22,5 % catholiques romains, 1,4 % luthériens, 0,6 % catholiques grecs, 0,8 % d'autres confessions chrétiennes et 1,2 % d'autres catholiques. 12 % se déclaraient sans confession, tandis que 36,7 % n'ont pas souhaité répondre.

## Équipements

### Réseaux extra-urbains
Alcsútdoboz est située le long de la route nationale 811, qui relie Székesfehérvár au nord du pays. La commune se trouve à 35 km au nord de Székesfehérvár et à proximité des localités suivantes : Felcsút (6 km), Etyek (14 km), Tabajd (3 km) et Vértesacsa (9 km).
Elle est connectée au réseau autoroutier par l’autoroute M1, accessible via la route nationale 811. L’axe 8106 permet de rejoindre Etyek et Biatorbágy, tandis que la route 8111 relie Alcsútdoboz à Baracska et à la route principale 7, en passant par Kajászó, Vál et Tabajd.

## Patrimoine urbain

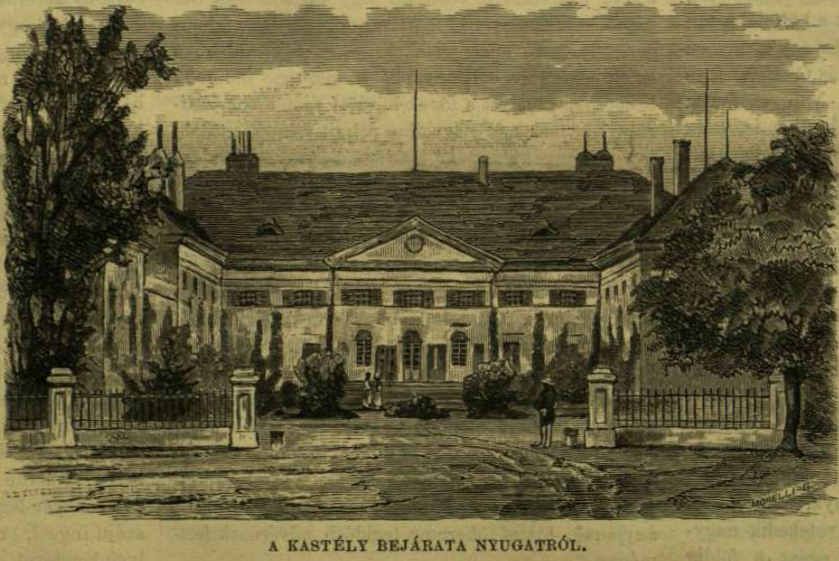
Le château des Habsbourg en 1881.

L'un des monuments les plus emblématiques d'Alcsútdoboz est le château des Habsbourg, conçu par l'architecte Mihály Pollack. Ce bâtiment, autrefois résidence de Joseph de Habsbourg-Lorraine, témoigne du raffinement architectural de son époque.
La commune abrite également plusieurs églises réformées de style baroque tardif, qui constituent un élément important du patrimoine religieux local.
À proximité se trouve Hatvanpuszta, un domaine historique ayant joué un rôle clé dans l'exploitation agricole du territoire.
Un autre site remarquable est l'Arboretum d'Alcsút, classé réserve naturelle. S'étendant sur près de 70 hectares au pied du massif du Vértes, il est considéré comme l'une des collections d'arbres vivants les plus précieuses de Hongrie.

## Personnalités liées à la localité
En 1770, István Nagy Zámolyi y est né. Pasteur réformé, il fut également prévôt et juge de tribunal.
Le 9 août 1872, Joseph-Auguste de Habsbourg-Lorraine, archiduc d'Autriche et feld-maréchal de la royale armée hongroise, y vit le jour. Il occupa également la fonction de gouverneur et fut président de l'Académie hongroise des sciences.
L'écrivain et homme politique Imre Kovács est né à Alcsút le 10 mars 1913.
Le 27 novembre 1905, Tibor Weygand, chanteur populaire dans les années 1930 et 1940, y vit le jour.
Personnalités nées à Vértesdoboz
Le 19 janvier 1813, Zsigmond Csuthy, pasteur réformé, écrivain et théologien, est né à Vértesdoboz.
Le ministre-président hongrois Viktor Orbán y a passé son enfance.